# To. Heart
To. Heart (с англ. — «К Сердцу») — дебютный мини-альбом южнокорейской гёрл-группы Fromis 9. Был выпущен 24 января 2018 года компанией Stone Music Entertainment с заглавным синглом «To Heart».

## Предпосылки
В январе 2018 года было объявлено, что Fromis 9 дебютируют с To. Heart, после воего дебютного цифрового сингла «Glass Shoes», выпущенного 30 ноября 2017 года.

## Промоушен
24 января группа провела специальный шоукейс, чтобы представить свой титульный трек To Heart который транслировался в прямом эфире на V Live . Дебют состоялся 25 января 2018 года на  M Countdown.

## Трек-лист
| №                   | Название                                              | Текст песни         | Музыка                                   | Arrangement             | Длительность |
| ------------------- | ----------------------------------------------------- | ------------------- | ---------------------------------------- | ----------------------- | ------------ |
| 1.                  | «The Way To Me» (나에게로 오는 길; Naegero Oneun Gil) | fromis_9            | TAK                                      | TAK                     | 2:11         |
| 2.                  | «To Heart»                                            | Iggy Youngbae       | Iggy Youngbae                            | Iggy Youngbae           | 3:09         |
| 3.                  | «Miracle» (환상속의 그대; Hwansangsogui Geudae)       | 달리                | Wonderkid BreadBeat ATM                  | Wonderkid BreadBeat ATM | 3:43         |
| 4.                  | «Pinocchio» (피노키오)                                | 달리                | SlyBerry 신쿵 달리 Wonderkid             | SlyBerry 신쿵 Wonderkid | 3:20         |
| 5.                  | «Be With You»                                         | 1Take TAK           | 1Take TAK                                | 1Take TAK               | 3:50         |
| 6.                  | «Glass Shoes (MAMA Ver.)» (유리구두; Yurigudu)        | BUMZU               | Anchor Sophiya Kyulkyung Yuha Joe Michel | Anchor                  | 3:35         |
| Общая длительность: | Общая длительность:                                   | Общая длительность: | Общая длительность:                      | Общая длительность:     | 19:48        |

## Чарты

### Weekly
| Чарты (2018)               | Пиковые позиции |
| -------------------------- | --------------- |
| South Korean Albums (Gaon) | 4               |

### Monthly
| Чарты (2018)               | Пиковые позиции |
| -------------------------- | --------------- |
| South Korean Albums (Gaon) | 24              |